# 东大河 (石羊河)
东大河，位于中国西北地区的一条河流，属于石羊河水系。东大河发源于青海省海北藏族自治州门源回族自治县北部祁连山冷龙岭主峰北坡，上游由东岔直河和西岔斜河组成，两岔向东北流至甘肃省张掖市肃南裕固族自治县皇城镇下铧尖汇集而成东大河，之后干流继续想东北流经皇城水库，于金昌市永昌县城关镇直峡山村出山口，进入河西走廊武威盆地西端和永昌盆地东端，被分流引灌，并潜入地下，大部分向东汇入石羊河，小部分向北与西大河潜流共同构成金川河。全长133千米，出山口以上流域面积1614平方千米，年均径流量3.01亿立方米。